# مایک مارگولیس
مایک مارگولیس (انگلیسی: Mike Margulis; ۳۰ اوت ۱۹۵۰ – ۱۵ سپتامبر ۲۰۱۸) بازیکن فوتبال اهل ایالات متحده آمریکا بود.
وی به‌همراه تیم ملی فوتبال ایالات متحده آمریکا در بازی‌های المپیک تابستانی ۱۹۷۲ شرکت کرده‌است.